# Cosmati

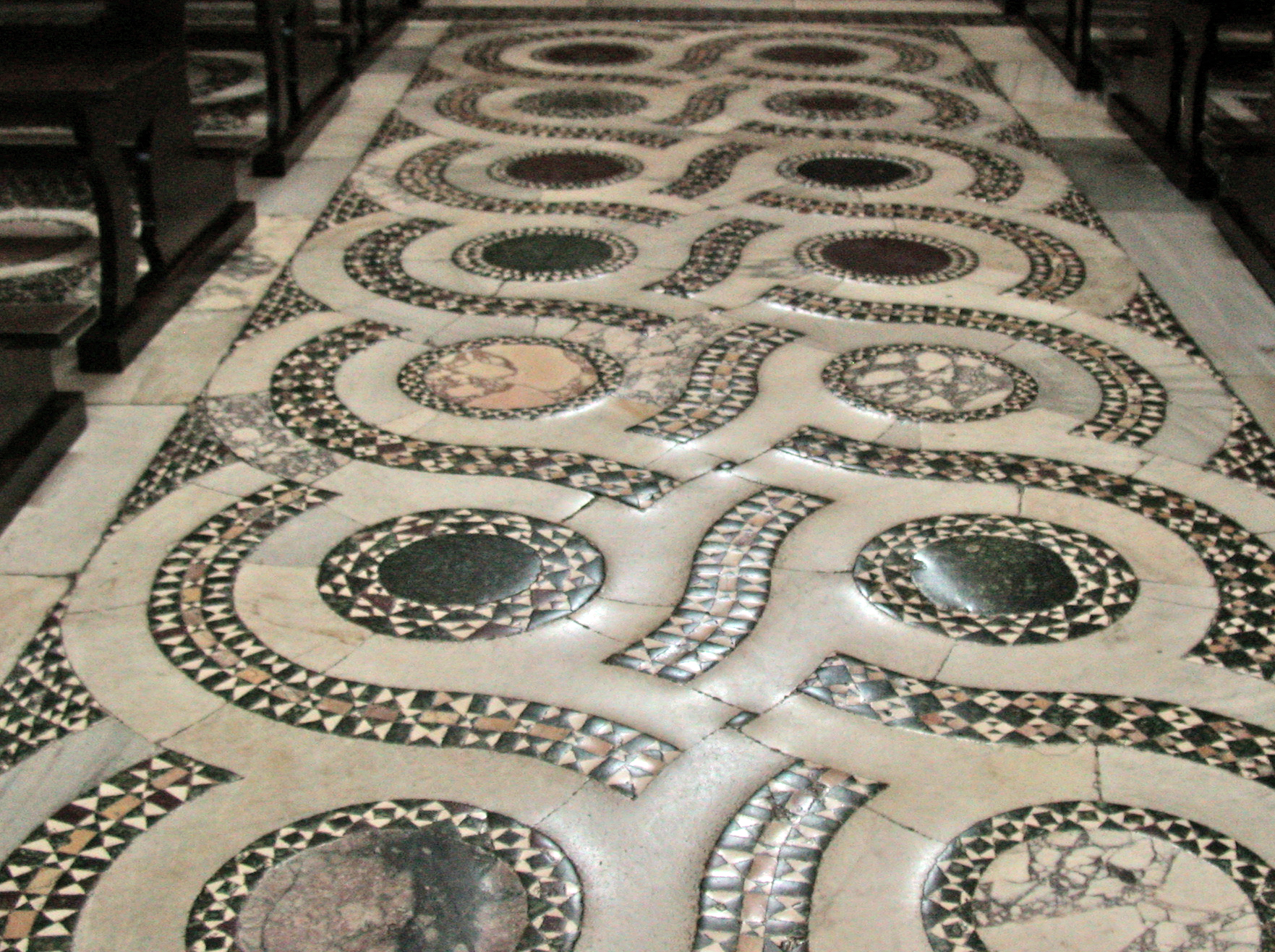
Pis en estil de la família Cosmati a la catedral de Terracina

Els Cosmati eren membres d'una família romana, de la qual set els seus membres són especialment recordats per les seves habilitats artístiques i arquitectòniques. Pertanyents a quatre generacions diferents que van viure entre els segles XII i XIII, famosos per les seves obres arquitectòniques i per les seves escultures, però especialment pels seus mosaics i les decoracions realitzades en les esglésies i altres llocs vinculats al món religiós o eclesiàstic. La seva fama i habilitat en el camp de mosaics fou tan gran que avui en dia es parla de cosmatesc per indicar l'estil i les tècniques utilitzades per aquests mestres i els seus imitadors.
Els següents són els noms d'aquests artistes: 
- Lorenzo Cosmati (obres datables 1190-1210)
- Jacopo Cosmati (obres datables 1205-1210)
- Cosimo Cosmati (1210-1235)
- Luca Cosmati (1221-1240)
- Jacopo Cosmati (1213-1293)
- Deodato Cosmati (1225-1303)
- Giovanni Cosmati (1231 e 1235)